# 2,4-Dichloracetophenon
2,4-Dichloracetophenon ist eine organische Verbindung aus der Gruppe der Ketone und Aromaten.

## Entstehung
Es entsteht als Abbauprodukt von Chlorfenvinphos.

## Verwendung
2,4-Dichloracetophenon wird für die Herstellung einiger Fungizide verwendet, darunter Imazalil und Difenoconazol.